# 双龙乡 (威宁彝族回族苗族自治县)
双龙乡，是中国贵州省毕节地区威宁彝族回族苗族自治县下辖的一个乡镇级行政单位。

## 行政区划
双龙乡共辖以下地区：
大地村、双龙村、红光村、江林村、水潮村、凉山村、高山村、高坡村。